# Philipp Bargfrede
Philipp Bargfrede (nascut el 3 de març de 1989 en Zeven, Baixa Saxònia) és un futbolista alemany que actualment juga de centrecampista pel Werder Bremen II, i combina les tasques de jugador amb la d'entrenador en categories juvenils.